# Stelis verticalis
Stelis verticalis är en biart som beskrevs av Wu 1992. Stelis verticalis ingår i släktet pansarbin, och familjen buksamlarbin. Inga underarter finns listade i Catalogue of Life.